# پیمان بیابانی
پیمان بیابانی کشتی‌گیر آزادکار ایرانی اهل تهران است. وی در مسابقات قهرمانی کشتی آسیا ۲۰۱۹ در وزن ۶۵ کیلوگرم به مدال برنز آسیا دست یافت. در دی‌ماه ۱۴۰۲، طبق ادعای برخی منابع اعلام شده که این کشتی‌گیر زین پس برای تیم ملی کشتی کانادا به میدان خواهد رفت.

## فعالیت حرفه‌ای

### قهرمانی آسیا ۲۰۱۹
در وزن ۶۵ کیلوگرم پیمان بیابانی در دور اول مقابل کاتای یرلانبیک از چین با نتیجه ۷ بر ۷ پیروز شد. وی در دور دوم مقابل باجرانگ پونیا دارنده مدال نقره جهان و قهرمان بازی‌های آسیایی از هند با نتیجه ۶ بر صفر مغلوب شد. با توجه به حضور باجرانگ در دیدار فینال، بیابانی در گروه بازنده‌ها مقابل فرناندو دیووشان از سریلانکا با نتیجه ۱۱ بر صفر پیروز شد و به دیدار رده‌بندی راه یافت. وی در این دیدار با نتیجه ۳ بر ۲ سراج الدین حسن اف از کشور ازبکستان را مغلوب کرد و به مدال برنز رسید.
در مسابقات کشتی آزاد قهرمانی آسیا تیم ایران توسط رضا یزدانی، رضا اطری و بهمن تیموری به مدال طلا رسید. پیمان بیابانی و یونس امامی هم صاحب مدال برنز شدند.